# Almeida Kanda
Almeida Kanda (* 10. Mai 1959 in Cangola) ist Bischof von Ndalatando. 

## Leben
Almeida Kanda empfing am 6. Juli 1986 die Priesterweihe.
Papst Benedikt XVI. ernannte ihn am 23. Juli 2005 zum Bischof von Ndalatando. Die Bischofsweihe spendete ihm der Apostolische Nuntius in Angola und auf São Tomé und Príncipe, Giovanni Angelo Becciu, am 23. Oktober desselben Jahres; Mitkonsekratoren waren Filomeno do Nascimento Vieira Dias, Bischof von Cabinda, und Pedro Luís Guido Scarpa OFMCap, Altbischof von Ndalatando. Die Amtseinführung fand am 20. November desselben Jahres statt.